# GMOインターネット・レディース サマンサタバサグローバルカップ
GMOインターネット・レディース サマンサタバサグローバルカップ（ジーエムオーインターネット・レディース サマンサタバサグローバルカップ）は、GMOインターネット主催・サマンサタバサジャパンリミテッド特別協賛・日本女子プロゴルフ協会の公認により、茨城県稲敷郡阿見町にある「イーグルポイントゴルフクラブ」で、2021年に施行された女子プロゴルフトーナメントである。
2012年から2019年までは、サマンサタバサジャパンリミテッド単独主催により、サマンサタバサ ガールズコレクション・レディーストーナメントとして開催されていた。本稿では、サマンサタバサ主催時代を含め記載する。

## 概要
直近で開催された2019年時点で、賞金総額6,000万円、優勝賞金1,080万円。後述する2020年は賞金総額を9,000万円に増額される予定であった。2021年は更に賞金総額が増額され、1億円となった。
大会期間中は例年、サマンサモデルによるファッションショー、ミュージシャンやお笑いのライブ、サマンサタバサの各種グッズの販売会などが開催されている。そのため、これらを目当てにサマンサタバサのメイン顧客でもある若い女性のギャラリーが多いことも特徴であり、実際に2015年の第4回はギャラリー全体の40%が女性であった。
2020年は、サマンサタバサ&GMOインターネット ガールズコレクション・レディーストーナメントの名称で、サマンサタバサジャパンリミテッドおよびGMOインターネットの共催により開催される予定であったが、新型コロナウイルス感染拡大の影響により中止された。
日本女子プロゴルフ協会は2022年から放映権を同協会に帰属させ、インターネット配信に関してはアメリカのディスカバリーグループのゴルフ専門動画配信サービス「GOLFTV」などでの有料配信を行うことでスポンサーや放送局との間で合意したと2021年10月に発表した。しかし、本大会の主催者でGMOインターネットグループ代表の熊谷正寿は「『有料』のインターネット放送のために、数億円もの主催者コストを負担できない」と反発し、有料配信しか認めない場合は大会スポンサーから降板することも示唆した。その後、熊谷は同年12月20日までに2022年における主催を辞退したことを自身のTwitterにて発表した。
2021年12月24日、日本女子プロゴルフ協会は2022年の試合日程を発表し、その中で本大会が2021年で終了したことを正式発表した。該当週は空白となっており、日本女子プロゴルフ協会は特別協賛社を募った上で同協会主催の新規大会を予定しているとされていた。しかし実際には該当週での開催は行われず、ニッポンハムレディスクラシックと大東建託・いい部屋ネットレディスの間の週で行われていた本大会が終了したことで1週分空白が生じることになった。

## 歴代優勝者
| サマンサタバサ ガールズコレクション・レディーストーナメント  | サマンサタバサ ガールズコレクション・レディーストーナメント | サマンサタバサ ガールズコレクション・レディーストーナメント | サマンサタバサ ガールズコレクション・レディーストーナメント | サマンサタバサ ガールズコレクション・レディーストーナメント                             |
| 開催回                                                       | 開催年                                                      | 優勝者名                                                    | スコア                                                      | 備考                                                                                    |
| ------------------------------------------------------------ | ----------------------------------------------------------- | ----------------------------------------------------------- | ----------------------------------------------------------- | --------------------------------------------------------------------------------------- |
| 第1回                                                        | 2012年                                                      | 木戸愛                                                      | -14                                                         | プロ初優勝。                                                                            |
| 第2回                                                        | 2013年                                                      | 吉田弓美子                                                  | -16                                                         | 表純子とのプレーオフを制す。                                                            |
| 第3回                                                        | 2014年                                                      | 成田美寿々                                                  | -16                                                         | 香妻琴乃とのプレーオフを制す。                                                          |
| 第4回                                                        | 2015年                                                      | 前田陽子                                                    | -8                                                          | プロ通算2勝目                                                                           |
| 第5回                                                        | 2016年                                                      | 全美貞                                                      | -10                                                         | 3年ぶりの勝利でツアー通算23勝目を挙げる                                                 |
| 第6回                                                        | 2017年                                                      | 金楷林（キム・ヘリム）                                      | -11                                                         | 日本女子ツアー初参戦で初優勝の快挙を達成する                                            |
| 第7回                                                        | 2018年                                                      | 有村智恵                                                    | -13                                                         | 6年ぶりの日本ツアー優勝で通算14勝目を飾る                                               |
| 第8回                                                        | 2019年                                                      | 小祝さくら                                                  | -17                                                         | 17アンダーの大会新記録でプロ初優勝                                                      |
| GMOインターネット・レディース サマンサタバサグローバルカップ |                                                             |                                                             |                                                             |                                                                                         |
| 第9回                                                        | 2021年                                                      | 若林舞衣子                                                  | -15                                                         | 4年ぶりの優勝を出産後初優勝で飾る。また若林は85ホール連続ノーボギーのツアー記録を達成。 |

## テレビ放送・インターネット配信
- 大会2日目・最終日の模様をテレビ東京系列6局ネットで放送。またYouTubeのテレビ東京スポーツ公式チャンネルにて大会3日間のネットライブ中継を実施した[12]。
  - 大会中止となった2020年は、本来放送予定日だった7月18日・19日共に「特別編」を2日間かけて放送した。他の中止となった大会については、過去の振り返りまたは数人のプロによる対戦を1日だけ放送するのが大方であるが、2日間放送するのは異例である。18日は過去の振り返りとサマンサタバサ社員の仕事紹介（例年大会期間中に行われるモデルオーディションの舞台裏と、2020年進行中の社内プロジェクトの様子）で構成し、19日は8人のプロによるマッチプレーとして開催した「サマンサグローバルプレゼンツ GMOインターネットカップ」の模様を放送した[13]。